# Maranata nigrifrons
Maranata nigrifrons är en insektsart som beskrevs av Henry Fairfield Osborn 1924. Maranata nigrifrons ingår i släktet Maranata och familjen dvärgstritar. Inga underarter finns listade i Catalogue of Life.